# State University of New York at Albany
State University of New York at Albany (SUNY Albany) – amerykańska uczelnia publiczna zlokalizowana w mieście Albany (stan Nowy Jork). Została założona w 1844 roku.
Uczelnia nosiła nazwy: New York State Normal School, New York State Normal College, New York State College for Teachers, State University College of Education at Albany, State University College at Albany.
Od 1962 roku funkcjonuje jako State University of New York at Albany.